# Северозападна Енглеска
Северозападна Енглеска (енгл. North West England) једна је од девет регија Енглеске. Грофовије које се налазе у њој су: Камбрија, Чешир, Велики Манчестер, Ланкашир и Мерзисајд.